# Syrup 16g
syrup16g（シロップじゅうろくグラム）は、日本のスリーピースロックバンド。1996年に結成され、2008年に解散。2014年6月27日に再結成を発表。

## 概要
ポリス、ザ・スミス、BARBEE BOYSなど広義のニュー・ウェイヴ時代のバンドの影響を受ける。
五十嵐の作曲のペースが非常に速いため書き溜めた曲が多数あり、バンド初期にできた作品が後になって収録されることも多く、さらに未発表の曲も多数ある。特にメジャーデビューから1年の間は、フルアルバムを3枚リリースするというハイペースぶりであった。解散ライブに至ってもアンコールで未発表で音源化未定の最後の新曲が披露された。かつて、熊谷昭率いるKEYCREWに所属していた。

### バンド名
syrupは、「ぬるいままで好きな音楽を好きなだけやろうっていう、そういう意味を込めて…」といった理由で五十嵐が名づける。16gは、バンド名を検討していたミスタードーナツでのコーヒーのシロップの量が16gだった事に由来する。

## メンバー
- 五十嵐隆（いがらし たかし、1973年6月1日 - ）：ボーカル、ギター

埼玉県浦和市出身。日本工学院出身。血液型B型。愛称は「がっちゃん」。
作詞、作曲を手がける。顎に蓄えた髭が特徴。
- キタダマキ（1969年7月4日 - ）：ベース

静岡県出身。本名・北田万紀（きただ まき）。日本大学三島高校卒業。愛称は「マキリン」。
ベースはフェンダー・ジャズベースを使用し、主に指弾きで弾いている。ライブ中のMC、TVなどの収録中も一切喋らないがSyrup16g主催イベント「UP TO THE WORLD #2 動脈」では、中畑に誕生日を聞く場面があった。堀江博久らとともにSTUDIO APESで活動し、レコーディングやライブではカヒミ・カリィ、Cornelius、EL-MALO、ピチカート・ファイヴ、ホフディラン、Salyu、宇宙まお、宮本浩次、等にサポートベーシストとして参加。
- 中畑大樹（なかはた だいき、1974年7月25日 - ）：ドラムス

青森県出身。血液型B型。日本工学院出身。愛称はナカハタ、大樹ちゃん、なかはたいこ等。ライヴではメインMCを担当している。
一部の曲においてはエンジニア、またCD・DVD作品やツアーTシャツのデザインなども担当。インディーズ時代は黒髪であったが、メジャーデビュー以降は金髪がトレードマークとなる。使用機材はTAMAのStarclassic'Set。VOLA & THE ORIENTAL MACHINE結成時から期限無しレンタル移籍加入という形でドラムとして参加していたが、Syrup16gの解散に伴い正式メンバーとなり、その後もPERIDOTS、plenty、宇宙まお、ハルカトミユキ、清春、tacica、杉本恭一など、多くのバンドのサポートドラマーとして活動。
人物
ドラムを始めたきっかけは、家に帰ったら何故か酔っ払った父が持って帰って来たドラムセットが置いてあったから。ドラムの練習は姉達が聴いていた松田聖子の曲でやっていたという。アニメ（特にジブリ作品）が好きで、実家にドラムが無ければ代々木アニメーション学院に行ってたかもしれないとラジオで語っている。ライブ中によく上半身裸になり、大声で叫ぶ。シングル「My song」のカップリング「テイレベル」のイントロ、「HELL-SEE」収録の「Everseen」の間奏などでもその叫び声を聞く事が出来る。

### 旧メンバー
- 佐藤元章（さとう もとあき、1972年10月29日 - ）：ベース

神奈川県出身。血液型 B型。日本工学院出身。スキンヘッドが特徴。
初代ベーシスト。一度就職していたが、友人であった五十嵐・中畑の音楽活動に憧れて加入する。バンドを結成するまで楽器に触った事が無く、バンドを結成してからベースを覚えた。2002年6月を以って脱退。当時、脱退理由について正式なコメントがなく波紋を呼んだが、2004年のインタビューで「腰が悪いため、腰でリズムを取るリズム隊としては致命的なものがあり、心を鬼にして。自分は佐藤くんという人間を心から好きで、このメンバーでしかやって行きたくないと思っていたが、それによって自分の音楽が妥協されてしまう事にも耐えられなかった」と脱退理由について五十嵐が明かした。一方、キタダはベースを務める事になった経緯について、「音源を作り込んだ結果、佐藤が手を傷めてライブでの再現が困難になったとの事で声がかかった。その後、ライブサポートや演奏のアドバイスをこなす過程で佐藤の脱退が決まった」と述べている。DAIZAWA RECORDS/UK.PROJECTから発表した作品が、各配信サイトおよびサブスクリプションサービスで配信された(2020年6月1日)際に、公開された特設サイトでは、佐藤によるレビューが公開された。
人物
絵が得意らしく、アルバム『COPY』のジャケットイラストを手がけている。
かつて発行していたSyrupの会報『デラ！ロッキン』では、よく下ネタ等の記事を書いていた。

### サポートメンバー
- 青木裕（あおき ゆたか）：ギター

downy、unkieのメンバーであり、VOLA & THE ORIENTAL MACHINEの元ギター。
かつてSyrup 16gがVOLA & THE ORIENTAL MACHINEと対バンツアーをした際、五十嵐が青木のギターが格好良かったので、一緒に出来ないかと話をして盛り上がった後、UP TO THE WORLD#2動脈、静脈で正式にサポートメンバーとなる。尚、自身のサポートについては、「リスナーからは好意的に迎えられていなかっただろうと思う」といった旨のつぶやきをtwitter上で発言している。
- 藤田顕（ふじた あきら）：ギター

バンド「PLECTRUM」のギター、ボーカル。2004年のライブに参加。通称「アッキー」。左利き。
- 岡村美央（おかむら みお）：ヴァイオリン

2004年1月30日SHIBUYA-AXでのライヴに参加。
- 吉村秀樹（よしむら ひでき）：ギター

bloodthirsty butchersのボーカル、ギター。2004年1月30日、SHIBUYA-AXでのライヴにフィードバック・ギタリストとして参加。

## 来歴
2002年6月19日、日本コロムビアからアルバム『coup d'Etat』でメジャーデビュー。同年9月25日、『delayed』、2003年3月19日、『HELL-SEE』、2004年4月21日、『Mouth to Mouse』、同年9月22日『delayedead』と、2年強の間にフルアルバムを4枚というハイペースで作品を発表する。同年10月10日に日比谷野外大音楽堂で開催されたライブ「遅死10.10」は、「第一期Syrup16g完結」というコンセプトに基づいて行う。このライブ以降音源リリースは途絶え、ライブをメインにして活動していく。
第二期とする2004年以降のライブは基本的に新曲を1曲以上演奏するものが主体となり、五十嵐自身も「ストックが多くある」「曲だけなら一ヶ月でアルバムが一枚できる」という旨を雑誌や音楽番組等で語っていたが、一向に新作発表の報は流れず、この間発表されたのはライブ映像と、2006年8月の未発表音源を含むベスト盤『動脈』『静脈』のみで、いずれも既発の楽曲から構成されていた。公式ページ上のセットリストも仮タイトルすら付けられず「新曲」とのみ表記されていた。
2008年1月30日、3年4ヶ月ぶりの新作『Syrup16g』を発表後、3月1日の日本武道館ライブを最後に解散。ライブにおいて披露された数多の新曲は未発表のままであった。2010年10月27日、廃盤となっていたアルバム、ミニアルバムが紙ジャケット仕様によりUKプロジェクトより再発される。
2013年3月1日、五十嵐隆がソロ名義で「生還」と銘打ったライブの開催を発表。5月8日にSyrup16gのメンバーであるキタダ、中畑と共にライブを行う。ライブ中メンバーの口からSyrup16gの名前は一切出なかったが、実質5年ぶりのSyrup16gメンバーでのライブとなった。
2014年6月27日17時00分、syrup16gの再結成を発表。8月27日に8年ぶりとなるオリジナルアルバム『Hurt』を発売。及びリリース記念ツアー『再発』を開催。
2017年10月5日より、2001年にリリースした1stアルバム『COPY』の発売16周年を記念した全国ツアー「十六夜<IZAYOI>」を開催。
2017年11月8日、未音源化楽曲を収録したアルバム『delaidback』を発表。
2018年3月20日、開催された「十六夜<IZAYOI>」最終公演をもって今後の活動を「『一休み』」とした。
2019年6月1日、DAIZAWA RECORDS/UK.PROJECTから発表した作品が、各配信サイトおよびサブスクリプションサービスで配信された。
2019年10月4日より、全国5都市を回るライブツアー「syrup16g Tour 2019【SCAM : SPAM】」を開催。
2020年2月28、29日、「【SCAM : SPAM】」の追加公演「【SCAM：SPAM：SCUM】」が東京・新木場STUDIO COASTで開催される予定だったが、新型コロナウイルスの感染拡大を受けて延期となり、ライブが予定されていた2月28、29日には、新木場STUDIO COASTで2日間に渡り無観客ライブを実施し、その模様はニコニコ生放送で生配信された。

## エピソード
- アルバム『Free Throw』リリース後、東芝EMIと契約しスタジオでデモなどを録音していた。しかしメジャーデビュー合否を決定するためレコード会社の上層部の人間が見に来たライブにおいて、プレッシャーに耐えかねた五十嵐がステージでギターを投げつけるなどの行為を行ったために契約を破棄されている[21]。
- 一時、バンドのプライベートスタジオ（ごく普通のマンションのユニットバス）を所有し、中畑がエンジニアとなって「根ぐされ」などの曲をレコーディングしていた事がある。深夜から明け方にかけてディストーションギターまで演奏していたため、騒音苦情が来ないか気になったとの事。[22]。その他、「遁生」（エレファントカシマシのトリビュートアルバム「花男」に収録）においても、五十嵐の自宅の風呂場でレコーディングを行っている。
- delaydeadのジャケットに使用された飛行機のプラモデルは、中畑が自室に篭って作ったもの。その部屋での様子を撮った写真をカリカの家城に見せ｢(真っ暗な部屋に机を置いて作業していたので)これじゃ刑務所ですよ｣と言われる。
- 2005年の9月、大阪での新曲中心のライブ中に、五十嵐のギターの弦が切れるトラブルが起こり、急遽サブギターで「生活」を演奏し始めた時に、中畑が途中で演奏を止めてしまうということがあった。突然の出来事に会場がどよめく中、「気が乗らない」と発言。しかし真相は、そのツアーは「新曲で勝負したかったので、過去の曲を一切廃したかった」という思いから出た発言であった。その際五十嵐は動揺する客に対し、「（ナカハタは）最近反抗期なんだよ」と言ってその場の空気を和ませた。
- お笑い芸人ダイノジのラジオに五十嵐が出演した際、「スタジオ内を葬式みたいな空気にした」と揶揄されたことがある。
- 『delaidback』ジャケットの蝶の死骸は、五十嵐が偶然見つけて撮影したものである。[23]

## 作品

### シングル
|     | 発売日         | タイトル                 | 規格品番   | 収録曲 | 備考                                                                            |
| --- | -------------- | ------------------------ | ---------- | --- | ------------------------------------------------------------------------------- |
| 1st | 2003年9月17日  | パープルムカデ           | COCA-50736 | 1. パープルムカデ 2. (I'm not) by you 3. 回送 4. 根ぐされ | オリコン34位、登場回数3回 廃盤。2010年に「My Song」と2枚組で再発された。        |
| 2nd | 2003年12月17日 | My Song                  | COCP-50772 | 1. My Song 2. タクシードライバー・ブラインドネス 3. 夢 4. イマジン 5. テイレベル                                                                                                  | オリコン46位、登場回数5回 廃盤。2010年に「パープルムカデ」と2枚組で再発された。 |
| 3rd | 2004年3月24日  | リアル                   | COCA-50775 | 1. リアル 2. うお座 | オリコン27位、登場回数4回 廃盤                                                  |
| 4th | 2004年4月7日   | うお座                   | YOS-10001  | 1. うお座 アルバムMix 2. リアル アルバムVer. | オリコン118位 タワーレコード限定発売                                            |
| 5th | 2004年4月7日   | I・N・M                  | SCS-1004   | 1. I・N・M 2. ハミングバード | オリコン53位 新星堂限定発売                                                     |
|     | 2010年10月27日 | パープルムカデ / My Song | UKDZ-0108  | DISC1 -パープルムカデ- 1. パープルムカデ 2. (I'm not) by you 3. 回送 4. 根ぐされ DISC2 -My Song- 1. My Song 2. タクシードライバー・ブラインドネス 3. 夢 4. イマジン 5. テイレベル | コンパイル盤                                                                    |

### ミニアルバム
|     | 発売日                              | タイトル   | 規格品番                   | 備考                                          |
| --- | ----------------------------------- | ---------- | -------------------------- | --------------------------------------------- |
| 1st | 1999年12月25日 2010年10月27日(再発) | Free Throw | MSR-TIN-019 UKDZ-0104:再発 | TiNSTAR RECORDSより販売。 オリコン211位(再発) |
| 2nd | 2015年5月20日                       | Kranke     | UKDZ-0164                  | オリコン15位(シングル扱い)                    |

### アルバム
|      | 発売日                             | タイトル       | 規格品番                  | 備考                                          |
| ---- | ---------------------------------- | -------------- | ------------------------- | --------------------------------------------- |
| 1st  | 2001年10月05日                     | COPY           | UKDZ-4                    | 代沢レコードより販売。                        |
| 2nd  | 2002年6月19日 2010年10月27日(再発) | coup d'Etat    | COJA-50695 UKDZ-0105:再発 | オリコン47位                                  |
| 3rd  | 2002年9月25日 2010年10月27日(再発) | delayed        | COCP-50699 UKDZ-0106:再発 | オリコン69位                                  |
| 4th  | 2003年3月19日                      | HELL-SEE       | COCP-50704 UKDZ-0107:再発 | オリコン39位、登場回数5回 オリコン207位(再発) |
| 5th  | 2004年4月21日                      | Mouth to Mouse | COCP-50780 UKDZ-0110:再発 | オリコン22位、登場回数4回                     |
| 6th  | 2004年9月22日                      | delayedead     | UKDZ-0037                 | オリコン43位、登場回数3回                     |
| 7th  | 2008年1月30日                      | syrup16g       | UPCI-1076                 | オリコン13位、登場回数6回                     |
| 8th  | 2014年8月27日                      | Hurt           | UKDZ-0157                 | オリコン8位、登場回数6回                      |
| 9th  | 2016年11月16日                     | darc           | UKDZ-0178                 | オリコン20位、登場回数5回                     |
| 10th | 2017年11月8日                      | delaidback     | UKDZ-0190                 | オリコン19位、登場回数4回                     |
| 11th | 2022年11月23日                     | Les Misé blue  | UKDZ-0234                 | オリコン24位、登場回数2回                     |

#### ベストアルバム
| 発売日         | タイトル           | 規格品番  | 備考 |
| -------------- | ------------------ | --------- | --- |
| 2006年8月23日  | 動脈               | UKDZ-0051 | オリコン35位、登場回数2回 |
| 2006年8月23日  | 静脈               | UKDZ-0052 | オリコン34位、登場回数3回 |
| 2009年12月23日 | a complete unknown | UKDZ-008  | 9CD+DVDの全10枚組。CDはアルバムFree Throw 、COPY、coup d'Etat 、delayed、HELL-SEE、Mouth to Mouse、delayedead、syrup16gの8枚に、the JAM（未発表LIVE音源 2001.10.7新宿JAMでの五十嵐隆の弾き語り）を加えたもの。DVDは「BLACKSOUND」。 the JAMの収録曲は7曲。 翌日/Sonic Disorder/キミのかほり/センチメンタル/明日を落としても/落堕/Reborn DVD「BLACKHUMOR」やミニアルバム・その他シングルは収録されていない。 オリコン89位 |

### デモテープ
- 翌日e.p. （1998年8月）
  - 翌日／キミのかほり／たわいないくもり／うつくしいもの／ラクダ／Are you hollow?
- Syrup16g01 （1999年12月15日）
  - 明日を落としても／anything for today
- Syrup16g02 （1999年12月15日）
  - 水色の風／向日葵
- Syrup16g03 （2000年11月26日）
  - サイケデリック後遺症／愛と理非道

### DVD
|     | 発売日                                            | タイトル | 規格品番                                                             | 備考                                                            |
| --- | ------------------------------------------------- | --- | -------------------------------------------------------------------- | --------------------------------------------------------------- |
| 1st | 2004年6月02日                                     | BLACKSOUND/BLACKHUMOR | COBA-4307                                                            | オリコン20位、廃盤                                              |
| 2nd | 2005年1月26日                                     | 遅死10.10 | UKDZ-0042DV                                                          | オリコン41位、登場回数3回                                       |
| 3rd | 2007年11月28日                                    | GHOST PICTURES | UKDZ-0061DV                                                          | オリコン58位、登場回数3回                                       |
| 4th | 2008年5月28日 2009年11月4日(初回生産限定低価格盤) | 「the last day of syrup16g」 syrup16g最後の日 The complete document of LIVE FOREVER 〜the last waltz of syrup16g〜 live at 日本武道館 | UPBI-9525:初回限定盤 UPBI-1021:通常盤 UPBI-9531:初回生産限定低価格盤 | オリコン7位、登場回数4回                                        |
| 5th | 2016年6月27日                                     | 再発患者 | UKDZ-0173-DV:DVD UKDZ-0174-BD:Blu-ray                                | DVD:オリコン84位、登場回数2回 Blu-ray:オリコン52位、登場回数2回 |

### 未発表曲
- 1994
- AIR LIGHT
- Honey's Dead
- MURDER SEA PARADISE(仮タイトル)
- ONE(仮タイトル)
- Shout to the sky
- Take me in
- Tell me once again
- ダーリー
- タバスコ
- チャイム
- バニラ
- バランス
- 犬の星
- 親父の歌 (「夢からさめてしまわぬように」の別歌詞バージョン)
- 黒いオーロラ
- 皿宇宙人
- 春夏秋冬 (泉谷しげるのカバー曲)
- 多分
- 真夏のターンテーブル

## タイアップ一覧
| 起用年 | 曲名           | タイアップ                                                                         |
| ------ | -------------- | ---------------------------------------------------------------------------------- |
| 2002年 | Reborn         | NHK-FM『ミュージック・スクエア』2002年10月・11月度オープニングテーマ               |
| 2009年 | Sonic Disorder | J SPORTS「ツール・ド・フランス」CMソング                                           |
| 2020年 | Reborn         | NHK BSプレミアム『再生できないホームビデオありませんか?』テーマソング（2020年 - ） |

## ミュージックビデオ
| 監督                           | 曲名 |
| 上田真紀子                     | 「イエロウ (LIVE Ver.) from “LIVE HELL-SEE”@SHIBUYA-AX 03.3.28」「不眠症 (LIVE Ver.) from “LIVE HELL-SEE”@SHIBUYA-AX 03.3.28」 |
| 大沢昌史                       | 「落堕」 |
| 北山大介                       | 「正常」 |
| 北山大介･清水寛子              | 「ex.人間」 |
| 熊谷昭                         | 「My Song」「パープルムカデ from DVD「the last day of syrup 16g」」「翌日」                                                    |
| 黒田知之                       | 「真空」「負け犬」 |
| 宅野祐介                       | 「天才」 |
| フカツマサカズ                 | 「冷たい掌」 |
| 星健太                         | 「遊体離脱」 |
| 山岸文彦                       | 「生きているよりマシさ」 |
| Emiko Watanabe & Akira Kumagai | 「天才 (LIVE 07.06.03)」 |
| 不明                           | 「Reborn」「ニセモノ」「パープルムカデ」「リアル」「Deathparade」                                                              |

## 主なライブ

### ワンマンライブ・主催イベント
- 2004年 - tour delayedead
- 2005年 - tour2005
- 2006年04月25日 - Syrup16g presents "UP TO THE WORLD #1"
w/PERIDOTS/VOLA & THE ORIENTAL MACHINE
- 2006年08月02日 - Syrup16g presents "UP TO THE WORLD #2 動脈"
- 2006年08月03日 - Syrup16g presents "UP TO THE WORLD #2 静脈"
- 2006年12月10日 - Syrup16g presents "UP TO THE WORLD #3"
w/PaperBagLunchBox
- 2007年06月03日 - highline records 10th anniversary syrup16g one man concert at HIBIYA YAGAIONGAKUDO "DEAD CAN DANCE"
- 2007年12月03日〜12月09日 - syrup16g Tour 2007 "END ROLL"
- 2008年03月31日 - Syrup16g LIVE FOREVER -The last waltz of Syrup16g-
- 2014年09月19日〜09月25日（3公演） - Hurt リリース記念ツアー『再発』
- 2015年06月23日～07月09日（6公演） - syrup16g tour 2015「Kranke」
- 2016年11月01日 -「HAIKAI」前夜　ニューアルバム『darc』収録曲世界最速披露会 at 下北沢 CLUB Que
- 2016年11月22日～12月15日（9公演） - syrup16g tour 2016「HAIKAI」
- 2017年10月05日～2018年3月20日（16公演）- syrup16g COPY発売16周年記念ツアー「十六夜 ＜IZAYOI＞」
- 2019年10月04日～11月09日（10公演）- syrup16g Tour 2019 【SCAM : SPAM】
- 2021年11月04日 - syrup16g LIVE Les Misé blue naked「20210(extendead)」
- 2023年06月01日～07月05日（10公演）- syrup16g Tour 20th Anniversary "Live Hell-See
- 2024年11月02日 - 遅死11.02
- 2025年06月18日〜07月09日（6公演）-syrup16g Tour 2025 〜孤毒の百年〜

### 出演イベント
- 2002年05月10日 - スペースシャワー列伝 第14巻 ～疾風の宴～
- 2002年08月07日・21日・23日 - B.O.C Presents BAUXiTE page1
- 2002年10月20日 - MINAMI WHEEL 2002
- 2003年01月12日 - JAPAN CIRCUIT vol.8
- 2003年02月07日 - エレファントカシマシ "BATTLE ON FRIDAY"
- 2003年08月02日 - SUMMER SONIC 2003
- 2003年08月03日 - ROCK IN JAPAN FESTIVAL 2003
- 2003年08月20日 - ロックロックこんにちは! in 仙台
- 2003年09月07日 - ロックロックこんにちは! ～version Party 七 seven～
- 2003年12月30日 - COUNTDOWN JAPAN 03/04
- 2004年08月08日 - ROCK IN JAPAN FESTIVAL 2004
- 2004年08月14日 - RISING SUN ROCK FESTIVAL 2004 in EZO
- 2004年08月18日 - VINTAGE 2004
- 2004年12月31日 - COUNTDOWN JAPAN 04/05
- 2005年08月04日・05日 - Billy Corgan japan tour
- 2005年08月27日 - ロックロックこんにちは! Ver.Episode-Q
- 2005年09月03日 - syrup16g vs VOLA & THE ORIENTAL MACHINE
- 2005年09月24日 - daimasの日記スペシャル
- 2005年12月29日 - COUNTDOWN JAPAN 05/06
- 2006年09月24日 - 924
- 2015年11月03日 - the telephones Presents “Last Party ～We are DISCO!!!～”
- 2016年07月20日 - Spitz × VINTAGE ROCK std. presents 新木場サンセット2016
- 2017年01月30日 - 55 daimas "Another year of experience"
- 2017年05月26日 - UNISON SQUARE GARDEN「fun time HOLIDAY 6」
- 2017年06月01日・8日 -TK from 凛として時雨 presents「error for 0 vol.3」
- 2024年04月07日 - SYNCHRONICITY'24 Wonder Vision supported by ライブナタリー
- 2024年07月27日 - FUJI ROCK FESTIVAL'24
- 2024年08月16日 - RISING SUN ROCK FESTIVAL 2024 in EZO
- 2024年09月11日 - LAD MUSICIAN 30th Anniversary Runway Show
- 2025年07月29日 - UNISON SQUARE GARDEN presents「fun time HOLIDAY 9」
- 2025年08月09日 - UKFC on the Road 2025‐15th ANNIVERSARY‐